# 둥구 (신주시)

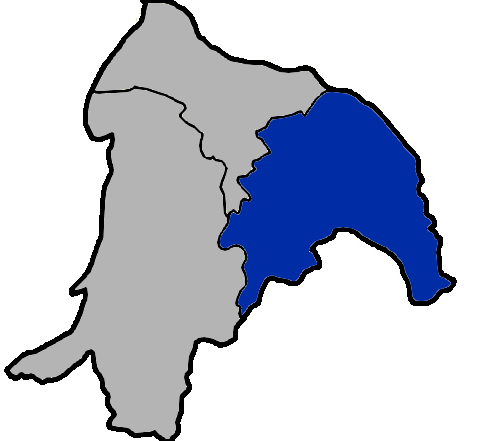
둥 구의 위치

둥구(한국어: 동구, 중국어: 東區, 병음: Dōng Qū)는 중화민국 신주 시의 시할구이다. 넓이는 33.5768km2이고 인구는 2015년 8월 기준으로 207,516명이다. 신주 과학공업원구가 소재한다.

## 교육
- 국립 칭화 대학
- 국립 자오퉁 대학

## 교통
- 타이완 철로관리국 종관선
- 국도 1호선